# Aspalathus spiculata
Aspalathus spiculata är en ärtväxtart som beskrevs av Rolf Martin Theodor Dahlgren. Aspalathus spiculata ingår i släktet Aspalathus och familjen ärtväxter. Inga underarter finns listade i Catalogue of Life.